# Russenorsk
Russenorsk je pidžinový jazyk, kombinující v sobě prvky norštiny a ruštiny, konkrétně jejího bělomořského dialektu pomorštiny (pomorskij jazyk; nejde o pomorštinu Pomořanskou!), jež má silný baltskofinský, jmenovitě karelský substrát. Russenorsk vznikl v komunitě ruských obchodníků a norských rybářů v arktických oblastech. Užíván byl v oblasti norsko-ruské hranice (Barentsovo moře, poloostrov Kola, ale i souostroví Špicberky).
K rozšíření tohoto jazyka vedl hlavně tzv. pomorský obchod mezi oběma komunitami a také skutečnost, že jak pro Rusy, tak pro Nory v arktických oblastech bylo problematičtější spojit se s jinými oblastmi jejich země než se sebou navzájem. Jazyk byl používán zhruba od 17. století (první doložené slovo) až do 20. století. Říjnová revoluce v Rusku v roce 1917 však velmi ztížila možnost kontaktů mezi ruskou a norskou komunitou. Tím se i snížila potřeba společného dorozumívání. K ztrátě významu jazyka vedla i výrazná změna společné hranice mezi Norskem a Ruskem, které ztratilo roku 1917 formální svrchovanost nad Finskem. V roce 1919 obsadilo Finsko oblast kolem městečka Petsamo, čímž byla až do roku 1944 přerušena i společná hranice mezi Ruskem a Norskem. Úplně poslední doložená transakce v tomto jazyku byla uzavřena v roce 1923. Ze sociologického hlediska bylo zajímavé, že jazyk byl užíván napříč sociálními vrstvami. Některé morfologické jevy v jazyce russenorsk jsou přičítány vlivu ještě jiných jazyků. Například koncovka -om u sloves, pochází možná z pidžinizované angličtiny užívané v přístavu Archangelsk. Avšak toto tvrzení není zcela přesvědčivě doložitelné.
Gramatika jazyka russenorsk byla velmi jednoduchá jako u všech pidžinových jazyků. Byla prokázána existence asi 400 slov. V drtivé většině se slovní zásoba týkala problematiky obchodu, lovu a rybolovu (případně souvisejících témat jako počasí), nezasahovala však do méně frekventovaných témat komunikace jako například politiky a hudby. Slova jazyka byla ovlivněna či přejata v 50 % případů z norštiny, v 40 % z ruštiny a dále se v jazyku projevovaly vlivy angličtiny, nizozemštiny, dolnoněmčiny, finštiny, francouzštiny, švédštiny a sámských (laponských) jazyků.

## Příklady
- Moja på tvoja – Mluvím tvým jazykem.
- Kak sprek? Moje niet forsto – Co jsi řekl? Nerozuměl jsem.
- å råbbåte – pracovat
- klæba – chléb
- Mangoli åra moja njet smotrom tvoja – Neviděl jsem tě mnoho let.
- Kam tvoja levom? – Jak se ti daří?
- Basiba, koroso – Děkuji, dobře.
- På tvoja kona? – Jsi ženatý?
- På moja kona, to piga – Mám ženu a dvě dcery.
- Stoberi motrom rusman/burman – Dobré jitro, Ruse/Nore.